# フェロ☆メン
フェロ☆メンは、謎の新ユニットSTA☆MENから派生したユニット。メンバーは諏訪部順一、鳥海浩輔の2人。2009年3月25日にCDデビューを果たした。

## 概要
以前月1回程度で行われていた謎の新ユニットSTA☆MENのイベント『ヘロー!スター☆メン。』で、2回ほど諏訪部と鳥海の2人をメインとした歌中心ステージがあり、その際、“フェロ☆メン”として活動したのが発端。
その後、謎の新ユニットSTA☆MENのCD・DVDの発売元となっているコロムビアより、「スター☆メンでCDを出さない?」と声をかけられる。しかし、音楽的な趣味、各メンバーのスケジュールなどが合わないとの理由で、「だったら俺らでやろう」という話になり、“フェロ☆メン”としてデビューするに至った。

## ディスコグラフィ

### シングル
| 枚  | 発売日         | タイトル                          | 規格品番                                          | オリコン 最高位 |
| --- | -------------- | --------------------------------- | ------------------------------------------------- | --------------- |
| 1st | 2009年3月25日  | 禁忌の薔薇〜Aphrodisiac〜         | COCA-16235                                        | 16位            |
| 2nd | 2010年3月24日  | いろは唄                          | COZA-433/4（初回限定盤） COCA-16353（通常盤）     | 9位             |
| 3rd | 2011年6月29日  | MIDNIGHT☆BUTTERFLY/絶愛パラノイア | COZA-507/8（完全生産限定盤） COCA-16459（通常盤） | 11位            |
| 4th | 2013年10月2日  | IMMORAL WEDDING/Silent Carnival   | COCA-16766（初回限定盤） COZA-800-1（通常盤）     | 9位             |
| 5th | 2014年10月1日  | 抱きよせてTONIGHT                 | COCZ-1126（初回限定盤） COZA-968-9（通常盤）      | 6位             |
| 6th | 2017年11月29日 | オペラ                            | COCA-17378 (A-Type) COCA-17379 (B-Type)           | 11位            |

### アルバム
| 枚  | 発売日        | タイトル     | 規格品番                                                         | オリコン最高位 |
| --- | ------------- | ------------ | ---------------------------------------------------------------- | -------------- |
| 1st | 2016年3月30日 | MAGIC MIRROR | COZP-1138～39【初回限定盤（CD＋DVD）】COCP-39480【通常盤（CD）】 | 8位            |

## その他活動略歴
- 2009年5月17日 石丸電気 presents フェロ☆メン インストア・イベント「メジャーデビューによせて 〜フェロ☆メンかく語りき〜」東京
- 2009年6月21日 アニメイト presents フェロ☆メン インストア・イベント「メジャーデビューによせて 〜フェロ☆メンかく語りき〜」大阪
- 2009年6月28日「フェロ☆メン メジャーデビュー記念　禁断の秘密舞踏会」